# Panel Solar Desenrollable

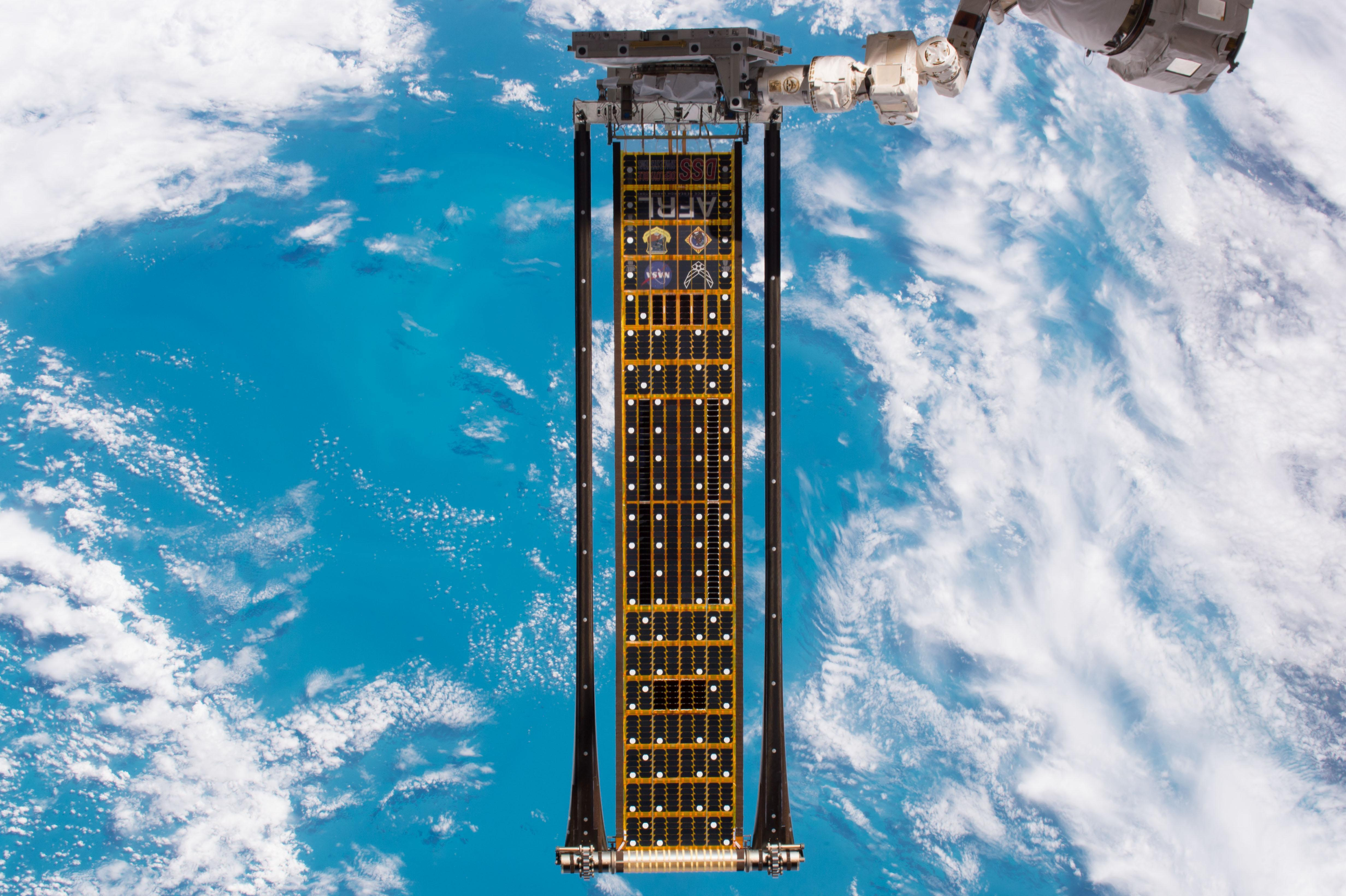
ROSA sostenida por un brazo robótico en la Estación Espacial Internacional

El Panel Solar Desenrollable (en inglés Roll Out Solar Array, ROSA) y su versión más grande ISS Roll Out Solar Array (iROSA) son un tipo de panel fotovoltaico liviano y flexible diseñado por la NASA para ser implementado y utilizado en el espacio.

## Características
Este nuevo tipo de panel solar proporciona mucha más energía que los paneles solares tradicionales con mucho menos peso. Los paneles solares tradicionales que se utilizan para alimentar satélites son voluminosos, con paneles pesados plegados mediante bisagras mecánicas. Dado que una carga útil en el espacio está limitada en masa y volumen por necesidad, ROSA es un 20 por ciento más liviano (con una masa de 325 kg) y cuatro veces más pequeño en volumen que un panel rígido con el mismo rendimiento.
ROSA es un panel solar flexible y enrollable que funciona de la misma manera que una cinta métrica al desenrollarse en su carrete. El nuevo diseño de la matriz solar se enrolla para formar un cilindro compacto para el lanzamiento, con una masa y volumen significativamente menores, lo que potencialmente ofrece ahorros de costos sustanciales, así como un aumento en la potencia de los satélites. ROSA tiene un ala central hecha de un material flexible que soporta las cadenas de células fotovoltaicas que producen energía eléctrica. Ambos lados del ala tienen un brazo estrecho que se extiende a lo largo del ala para brindar soporte a la matriz. Los brazos parecen tubos partidos hechos de un material compuesto rígido, aplanados y enrollados longitudinalmente. La matriz no necesita ningún motor para desplegarse. Esto se logra utilizando la energía potencial almacenada en los brazos que se libera a medida que cada brazo pasa de una forma de bobina a un brazo de soporte recto. Luego, las alas solares se despliegan debido a la energía de tensión en los brazos enrollados que están presentes en los dos extremos de la estructura.

## Patente
Brian R. Spence y Stephen F. White fueron las primeras personas a las que se les ocurrió la idea del panel solar desenrollable el 21 de enero de 2010. Recibieron una patente para este trabajo el 1 de abril de 2014.

## Historia
La NASA probó la tecnología ROSA en cámaras de vacío en la Tierra hace varios años,[¿cuándo?] pero aun así decidió probarlo en el espacio el 18 de junio de 2017. ROSA se lanzó a bordo de SpaceX CRS-11 el 3 de junio. Durante el fin de semana del 17 al 18 de junio de 2017, los ingenieros en tierra operaron de forma remota el Canadarm2 robótico de la Estación Espacial Internacional para extraer el experimento Roll Out Solar Array (ROSA) de la nave de reabastecimiento SpaceX Dragon. No se tuvo planeado recuperar el mecanismo de regreso a la Tierra tras las pruebas. La matriz solar se desplegó el 18 de junio y se extendió mediante los brazos tensores a ambos lados del ala de 1,6 metros de ancho. La NASA decidió realizar pruebas continuas durante una semana y observar sus consecuencias. Los ingenieros observaron el comportamiento de la matriz solar cuando estuvo expuesta a los cambios extremos de temperatura a través de la órbita de la ISS. También se introdujeron mecánicamente vibraciones y oscilaciones para analizar la respuesta del panel a las cargas estructurales. Después de los experimentos, los controladores terrestres no pudieron enrollar el panel solar en su configuración guardada. Por lo tanto, la matriz solar fue eyectada de la Estación Espacial Internacional.

## Aplicaciones

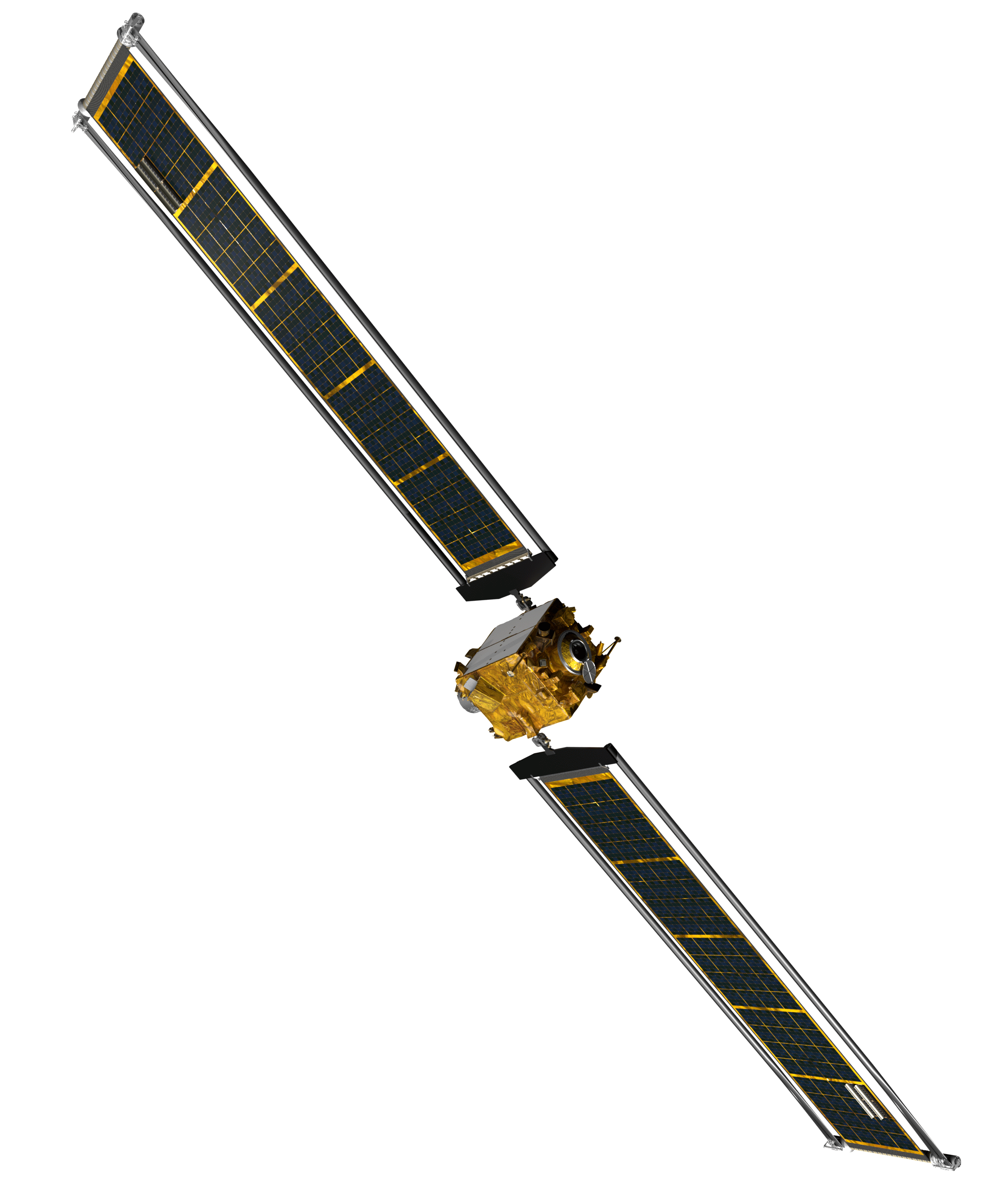
Imagen del panel

ROSA tiene un tamaño muy compacto y, debido a su gran capacidad de generación de energía, es confiable para futuras misiones, incluso para viajes interplanetarios que requieren de grandes cantidades de energía.
Con el tiempo, las células fotovoltaicas de los paneles solares existentes en las "alas" de la estructura de armazón integrada de la EEI se han degradado progresivamente, habiendo sido diseñadas para una vida útil de 15 años. Esto es especialmente notable considerando que los primeros paneles que se lanzaron, los de los segmentos de armazón P6 y P4, datan de los años 2000 y 2006.
Para mejorar las alas, la NASA lanzará 3 pares de versiones ampliadas conocidas como iROSA a bordo de naves espaciales de carga Dragon 2 desde junio de 2021 hasta fines de 2022, en las misiones SpaceX CRS-22, CRS-25 y CRS-26 . Estas matrices están diseñadas para desplegarse a lo largo de la parte central de las alas hasta los dos tercios de su longitud.
Los miembros de la tripulación de la Expedición 64 iniciaron el trabajo para instalar los soportes de ROSA en los mástiles del armazón que sostienen las alas de la matriz solar.
El Elemento de Potencia y Propulsión del Lunar Gateway utilizará la tecnología ROSA para alimentar su sistema de propulsión eléctrica solar.